# Ichneumon vitimensis
Ichneumon vitimensis är en stekelart som beskrevs av Heinrich 1978. Ichneumon vitimensis ingår i släktet Ichneumon och familjen brokparasitsteklar. Inga underarter finns listade i Catalogue of Life.